# Platyspondylie
Eine Platyspondylie bedeutet eine generalisierte Abflachung (Höhenminderung) der Wirbelkörper.
Die Veränderung kommt angeboren bei einer Skelettdysplasie vor.
Eine isolierte Abplattung eines Wirbelkörpers wird als Plattwirbel, lateinisch vertebra plana bezeichnet.

## Klinik
Aufgrund der einwirkenden Kräfte manifestiert sich die Abflachung häufig deutlicher an der mittleren bis unteren Brustwirbelsäule und der Lendenwirbelsäule häufig mit einer Kyphose.

## Vorkommen
Eine Platyspondylie in unterschiedlicher Ausprägung findet sich bereits bei Neugeborenen und Kleinkindern:
- Achondroplasie (relativ zu den verbreiterten Bandscheiben)
- Diastrophische Dysplasie, Broad Bone-Platyspondylic Variant[3]
- Hypothyreose (gering im Laufe der Jahre sich entwickelnd)
- Thanatophore Dysplasie (ausgeprägt)
- Metatropische Dysplasie (ausgeprägt)
- Odonto-Chondrodysplasie
- Platyspondylitische Dysplasie Typ Torrance
- Spondyloepiphysäre Dysplasie (SED), kongenitale Form
- Spondyloepimetaphysäre Dysplasie (ausgeprägt)
- Hypophosphatasie
- Kongenitales Cushing-Syndrom
- Smith-McCort-Syndrom
- Akromesomele Dysplasie Typ Maroteaux

Bei älteren Kindern kommen hinzu:
- Osteogenesis imperfecta, späte Form
- Morbus Morquio (Mukopolysaccharidose Typ IV) (unregelmäßige Konfiguration der Wirbelkörper)
- Spondyloepiphysäre Dysplasie, Spätform
- Spondylometaphysäre Dysplasie Kozlowski (ausgeprägt)
- Kniest-Dysplasie (multiple, nicht generalisiert)
- Arthro-Ophthalmopathie Stickler-Syndrom (multiple, nicht generalisiert)
- Dysosteosklerose
- Dyggve-Melchior-Clausen-Syndrom
- Homozystinurie[4]
- Chondrodystrophie
- Polytope Dysostose
- Dreyfus-Syndrom[5]
- Pyle-Syndrom
- Progressive Pseudorheumatoide Arthropathie
- Parastremmatische Dysplasie
- Osteoglophone Dysplasie

Bei einzelnen Syndromen kann sie ein definierendes Merkmal sein, so bei der Platyspondylie und Amelogenesis imperfecta, sowie bei
- Oto-spondylo-megaepiphysäre Dysplasie
- Brachyolmie
- Spondyloepiphysäre Dysplasie Tarda
- Scheuermann-Krankheit
- Spondyloenchondrodysplasie
- Taybi-Linder-Syndrom

## Diagnose
Die Dokumentation der Wirbelabplattung sowie teilweise die Differenzierung zugrundeliegender Erkrankungen erfolgt im Röntgenbild der Wirbelsäule.

## Differentialdiagnose
Abzugrenzen sind isolierte Höhenminderungen, wie sie bei entzündlichen Prozessen, Tumoren oder Metastasen auftreten können.
Eine ausgeprägte Höhenminderung auf etwa ein Drittel der normalen Höhe bei einem oder einzelnen Wirbelkörpern nennt man Vertebra plana.